# اليسون ستونر
اليسون ستونر (بالإنجليزية: Alyson Stoner) (من مواليد ١١ أغسطس ١٩٩٣، في مدينة توليدو بولاية أوهايو، الولايات المتحدة الأمريكية) ممثلة، راقصة، مغنية أمريكية.

## المهنة

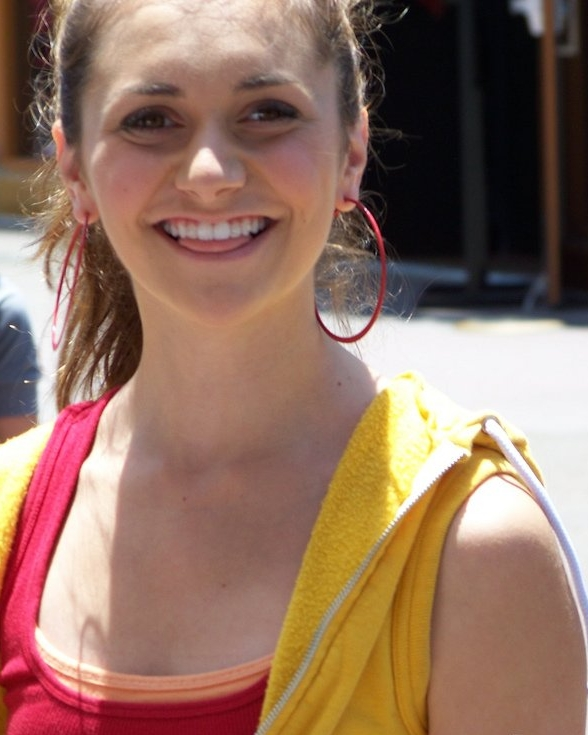
أليسون ستونر خلال تصوير أول فيديو لها

هي ممثلة وقد درسست في مدارس خاصة جدا
وتعلمت الرقص في (اوكانول) بهولندا. شاركت في عروض دولية من خلال جمعيات المواهب واستلمت عدة جوائز في التمثيل والرقص وعروض أخرى. كما أنها صوت إحدى شخصيات قناة ديزني التلفزيونية. بعد أن حظيت بشهرة واسعة وخاصة من خلال ظهورها في إحدى أغنيات الراب للمغنية (مسي اليوت) والمغني (امينيم) لتنال إعجاب الكثيرين بإبداعها بفن الرقص. وفي عام 2003 2005و ظهرت بشخصية (سارة) في الدراما الكوميديا (أطفال بيكر ألاثني عشر) كما عملت على نقلة نوعية وتسجل أغنية فردية (Baby It's You) حاليا تعمل على أخذ دروس للصوت وطريقة الغناء...

## الاغاني
كانت تلعب دور البطولة. وقالت انها سجلت أيضا نسخة غطاء من أغنية الرقص في ضوء القمر لعام 2009 ديزني دي في دي / بلو راي الفيلم، الأصدقاء الفضاء. [4]
وتعمل ستونر مع المنتجين سجل، كتاب الأغاني ومدرب صخبا من أجل التركيز على الانتقال أسلوبها من صوت، من «كيدي البوب» في فيبي البوب أكثر حنون مع حافة بديل قليلا، حتى أنها يمكن أن بدء العمل على أول استوديو لها الألبوم. [5] وفي 4 أبريل 2010، نشرت ستونر شريط فيديو لها قناة يوتيوب يعلن الإفراج عن أغنيتها لأول مرة، «الطائر إلى الأمام» في 20 أبريل 2010. [5]

## التلفيزون والافلام
في عام 2002، أصبح ستونر المشارك في استضافة سوبر شو قناة ديزني مايك قصيرة جنبا إلى جنب مع مايكل آلان جونسون، وهو الجزء ينفوميرسيال بشأن النشرات ديزني المقبلة. في عامي 2003 و 2005، كما ظهرت سارة، واحد من الإثني عشر الأطفال بيكر، في الأفلام الكوميدية الناجحة أرخص من دزينة وأرخص من دزينة 2. كما أنها ظهرت في العديد من البرامج التلفزيونية التي تهدف إلى السوق مراهق، بما في ذلك الجناح حياة زاك وكودي، ذلك حتى الغراب ودريك آند جوش.
في عام 2006، كان لها دور صغير في فيلم ستيب أب كما كميل، الشقيقة الصغرى لتشانينج تاتوم. انها توفر حاليا صوت إيزابيلا جارسيا لشابيرو وجيني (حتى الموسم 4) في قناة ديزني سلسلة الرسوم المتحركة فينس وفيرب وجاء شخصيا مع شعار إيزابيلا «هاتشا تفعلين؟». في عام 2008، انها نجمة في قناة ديزني الفيلم الأصلي كامب روك كما Caitlyn غيلار، وهو منتج موسيقى الطموحين. وكان استقبالها في كامب روك قوية بشكل خاص، مع وسائل الإعلام المختلفة مما يشير إلى أن الوقت قد حان لعبت دورا الشخصية الرئيسية، بعد أن احتياطيا لأسماء كبيرة أخرى مثل ويل سميث وايمينيم.
تألق ستونر كما أليس ماكينلي في فيلم أليس رأسا على عقب، وهو مبني على أساس سلسلة أليس، ولا سيما عذاب أليس من قبل فيليس رينولدز نايلور. وكان هذا ثاني لها دور البطولة و، وفقا لمقابلة ان يظهر على ل-DVD مباشرة الإفراج، وقالت انها تنص على أن هذه هي المرة الأولى التي تمت زيارتها لتظهر في كل مشهد في الفيلم.
في عام 2008، ظهرت أليسون كمتحدثة المشاهير المبتدئين في سلسلة من الإعلانات التلفزيونية لسلسلة الوجبات السريعة في Zaxby ل.
في عام 2010، ظهرت ستونر في الخطوة الثالثة ما يصل الفيلم الخطوة متابعة 3-D المعاكس آدم Sevani حيث أنها مكرر هذا الدور. ستونر بتحميل الفيديو على صفحتها يوتيوب الرسمي لصاحبة النهائي بروفة الرقص الذي قدم أعضاء فريق العمل الأخرى. [3]
في عام 2010، ستونر استضافة البطولة في مسلسل هاوس التلفزيون باعتباره متزلج.
في عام 2013، أعلن ستونر مؤخرا على موقعها على الإنترنت انها سوف تعبر عن الطابع العقيق للأسطورة Korra.

## وصلات خارجية
- اليسون ستونر على موقع IMDb (الإنجليزية)
- اليسون ستونر على موقع ميتاكريتيك (الإنجليزية)
- اليسون ستونر على موقع روتن توميتوز (الإنجليزية)
- اليسون ستونر على موقع ألو سيني (الفرنسية)
- اليسون ستونر على موقع ميوزك برينز (الإنجليزية)
- اليسون ستونر على موقع أول موفي (الإنجليزية)
- اليسون ستونر على موقع قاعدة بيانات الأفلام السويدية (السويدية)
- اليسون ستونر على موقع إن إن دي بي (الإنجليزية)
- اليسون ستونر على موقع أول ميوزيك (الإنجليزية)
- اليسون ستونر على موقع ديسكوغز (الإنجليزية)